# Greding
Greding település Németországban, azon belül Bajorországban. Lakosainak száma 7309 fő (2023. december 31.). Greding Thalmässing, Hilpoltstein, Beilngries, Berching, Haunstetter Forst és Kinding községekkel határos.

## Népesség
A település népessége az elmúlt években az alábbi módon változott:
| Lakosok száma | 1070 | 1902 | 6088 | 6366 | 6943 | 7018 | 7088 | 7093 | 7075 | 7309 |
|               | 1875 | 1950 | 1975 | 1987 | 2012 | 2014 | 2016 | 2017 | 2021 | 2023 |

## Fekvése
Freystadttól délre fekvő település.

## Leírása
Greding fő látnivalói közé tartozik az 1182-ben épült román St. Martin templom, melynek falain láthatók a máig fennmaradt román kori freskók. Az ugyancsak román kori temetőkápolna (Friedshofkapelle) pincéjében 2500 halott csontjait helyezték el.

## Galéria

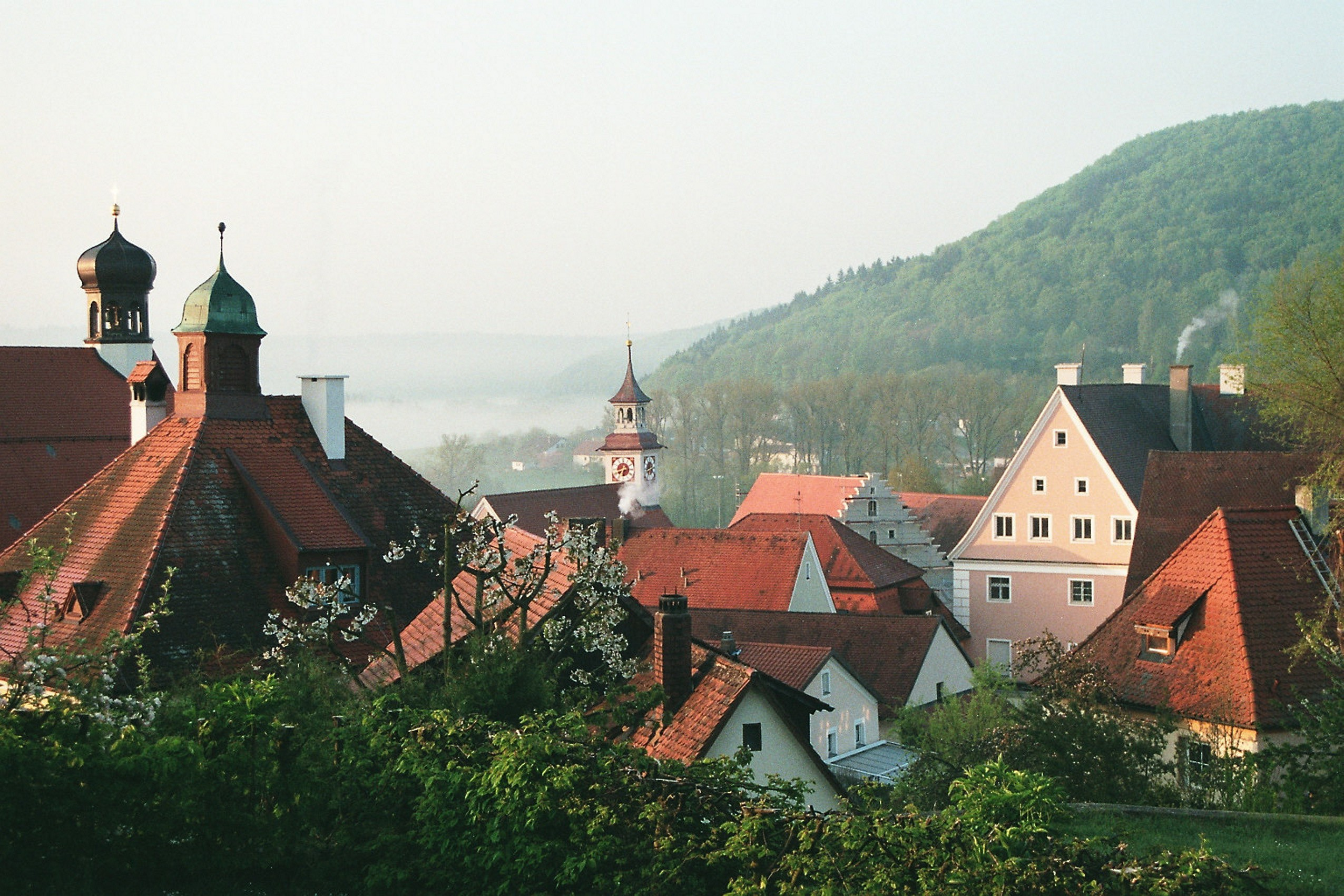
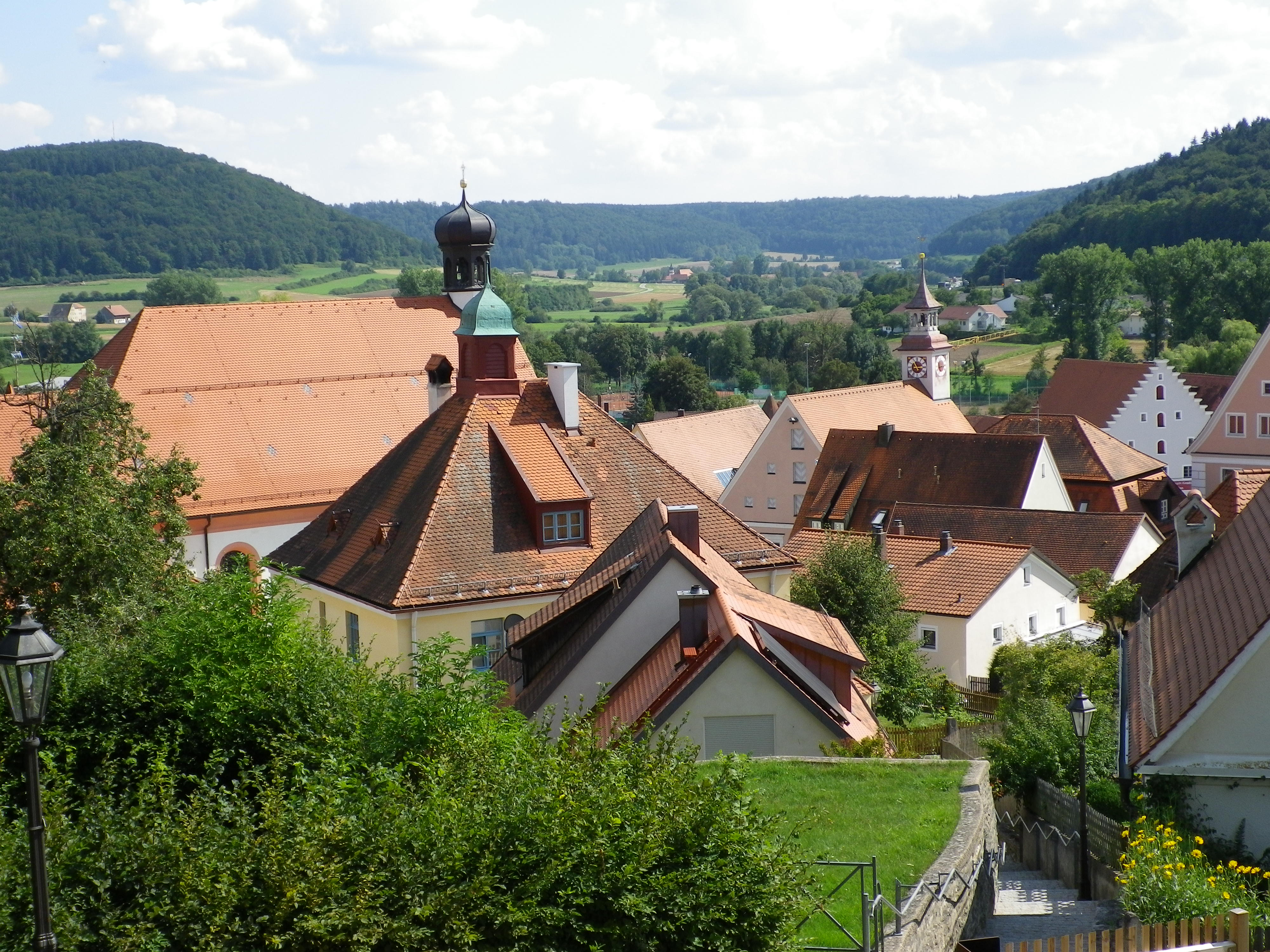
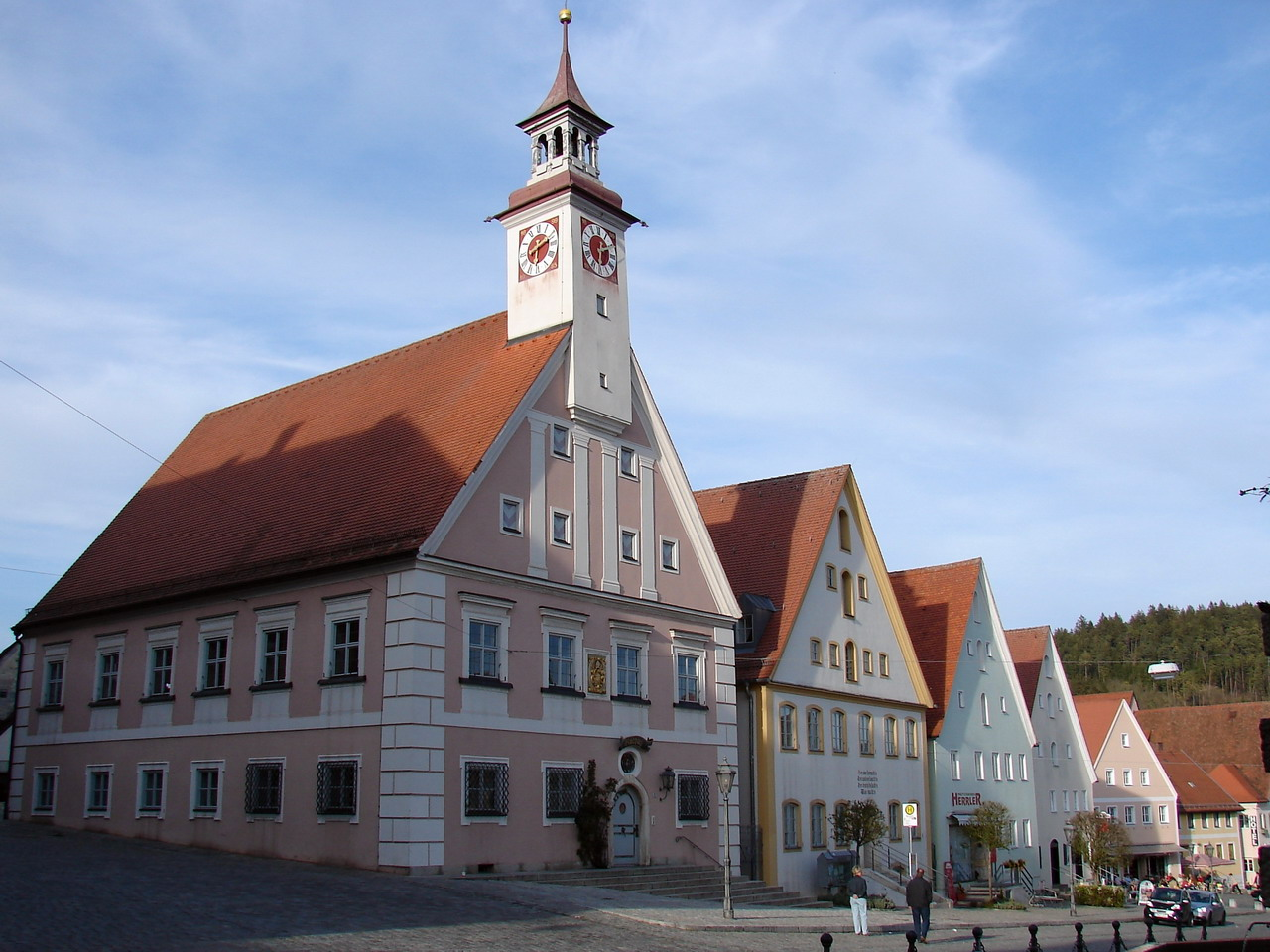
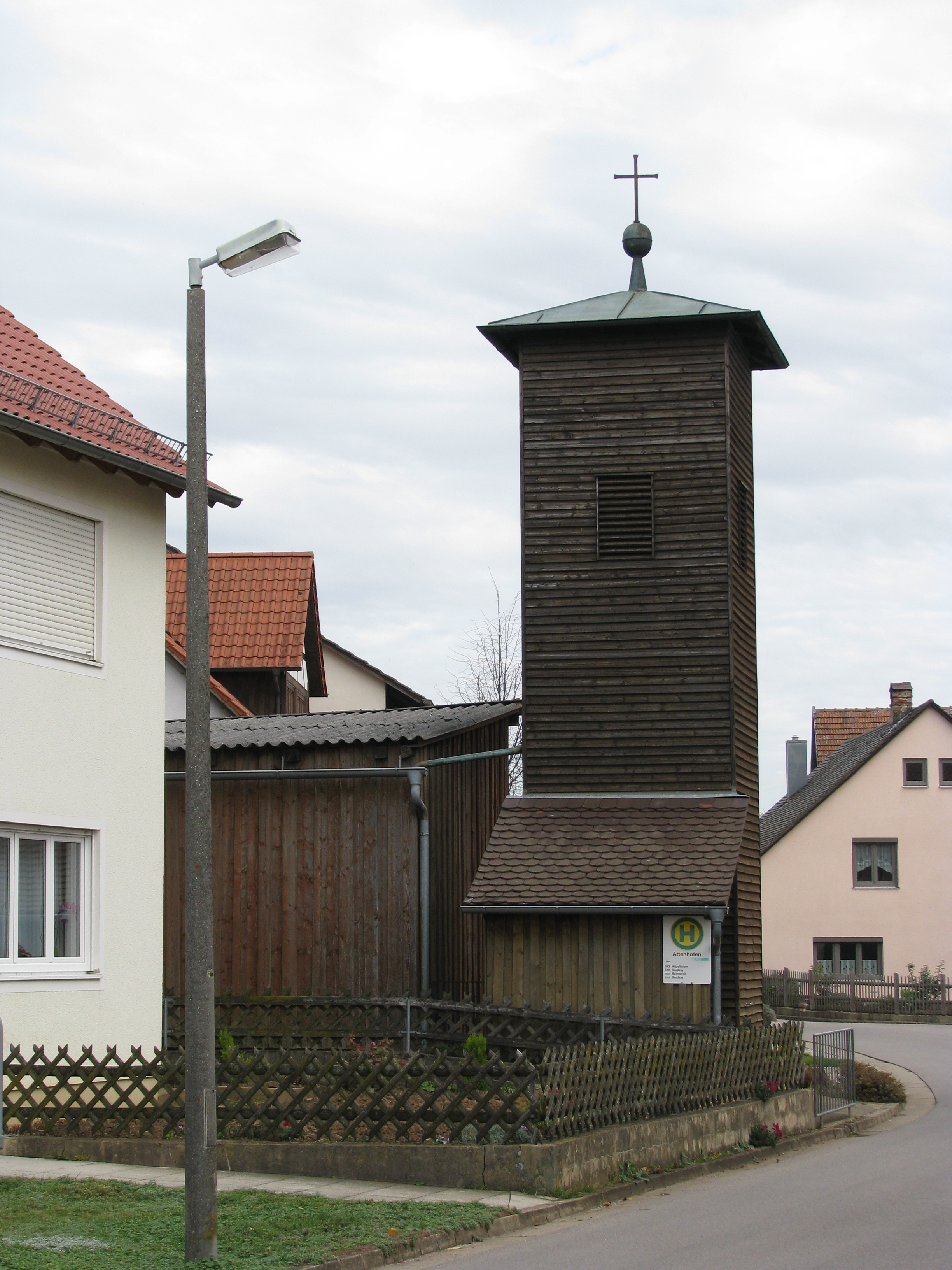
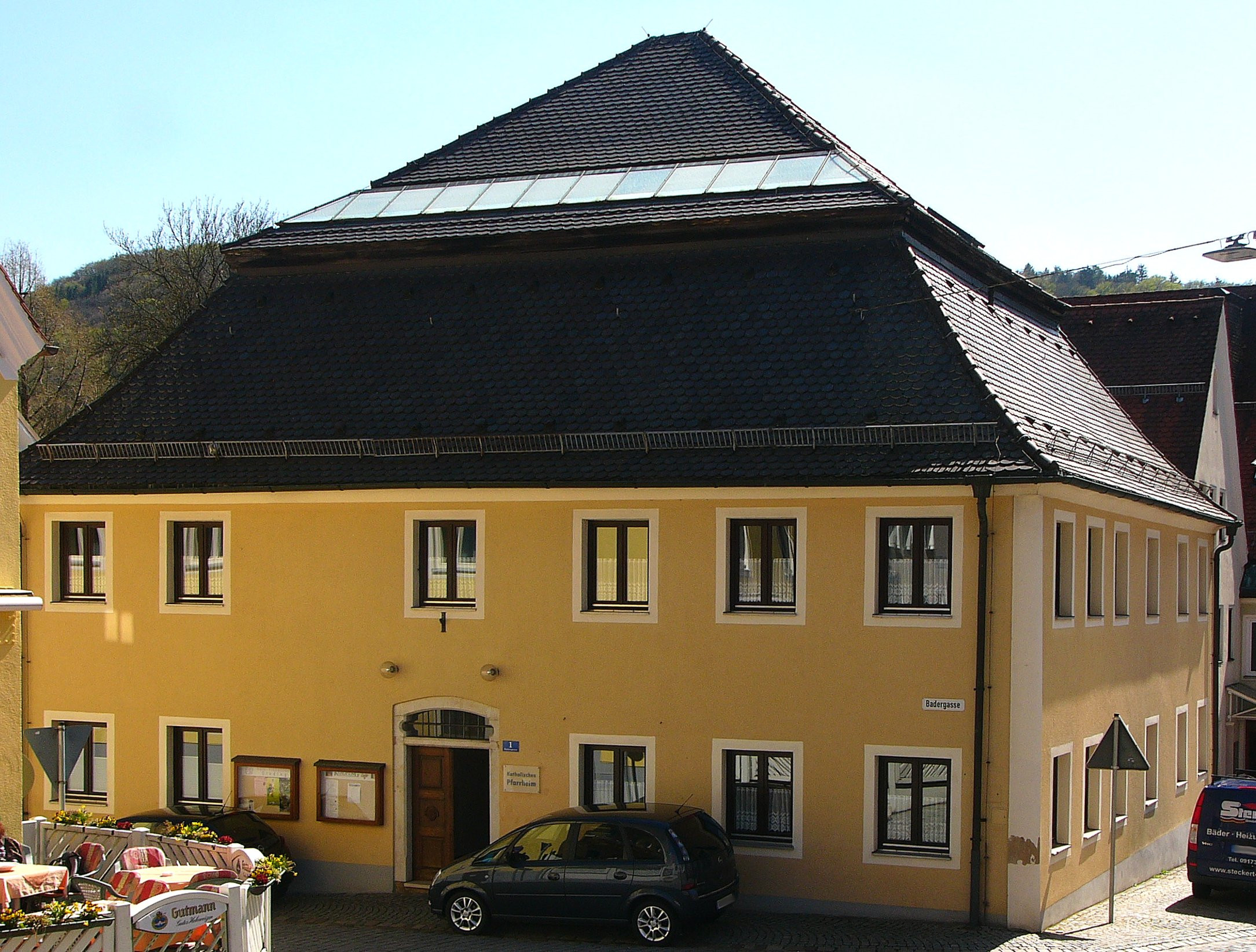
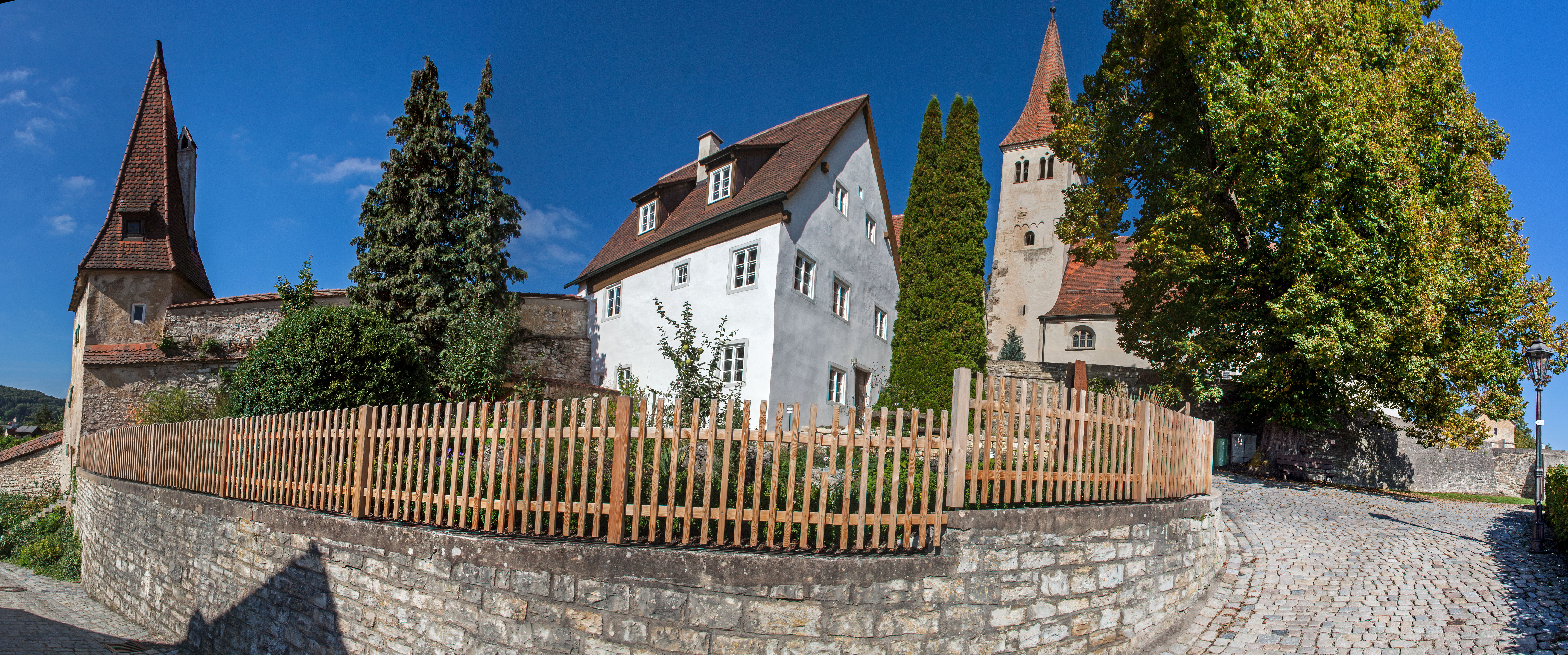
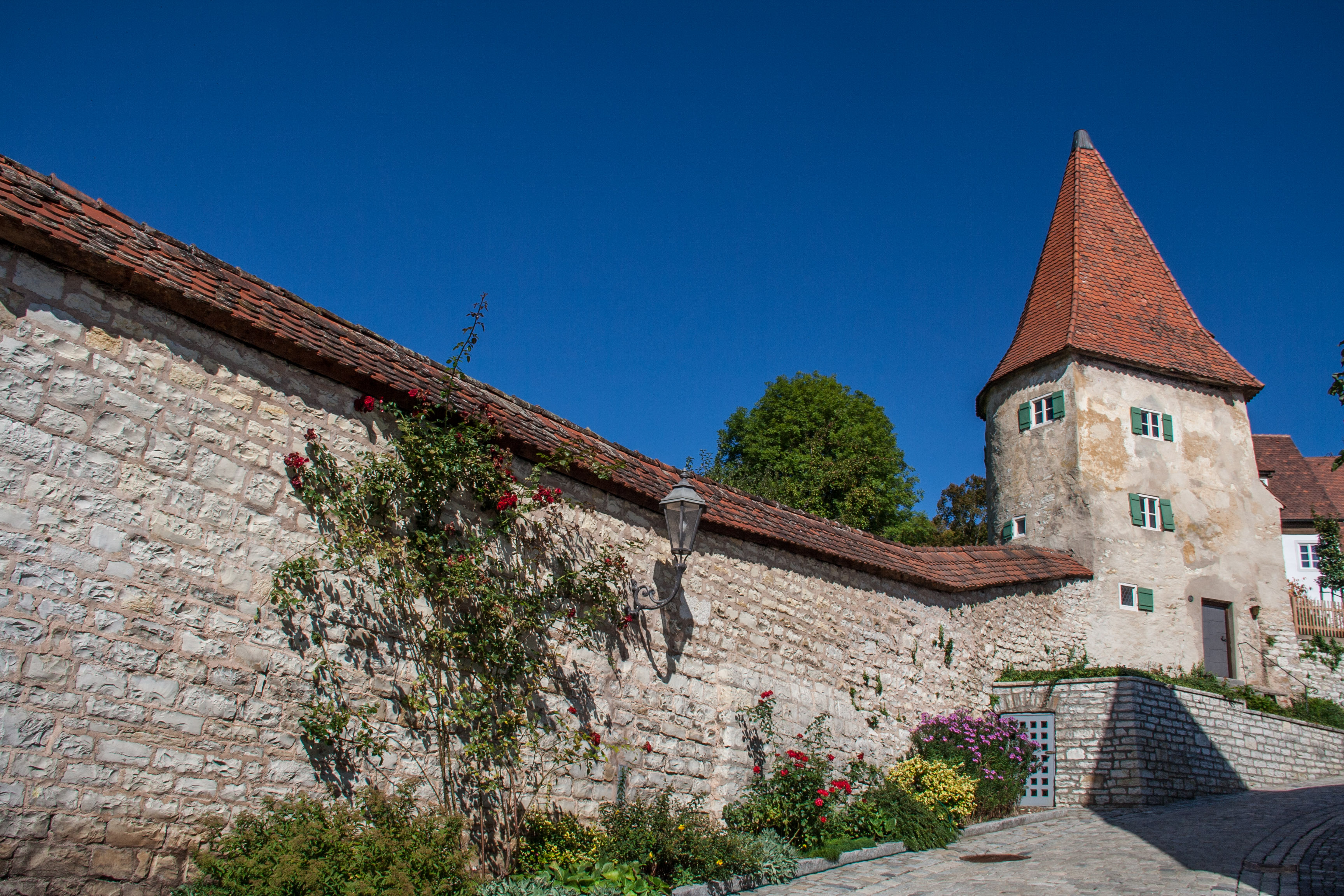
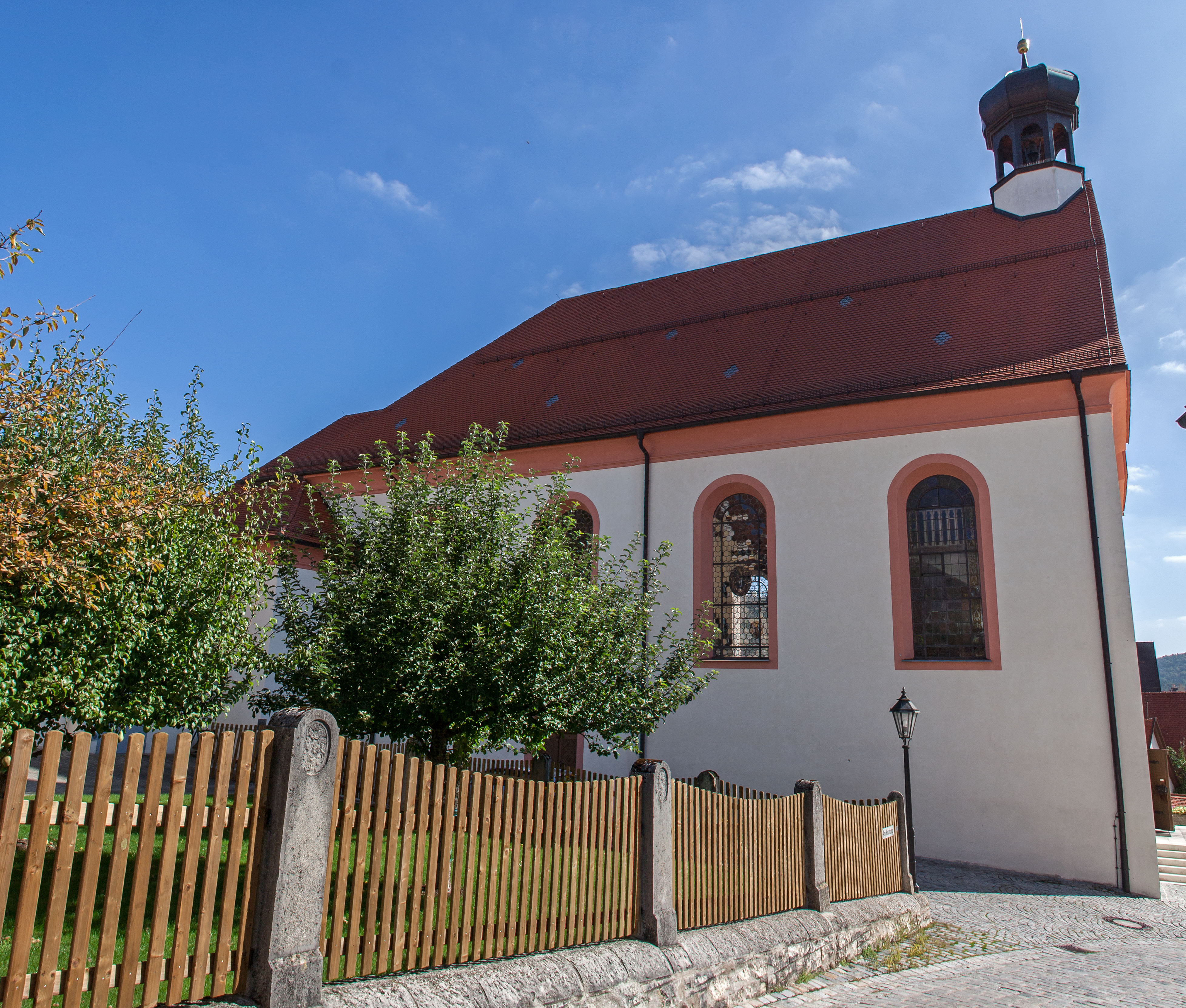
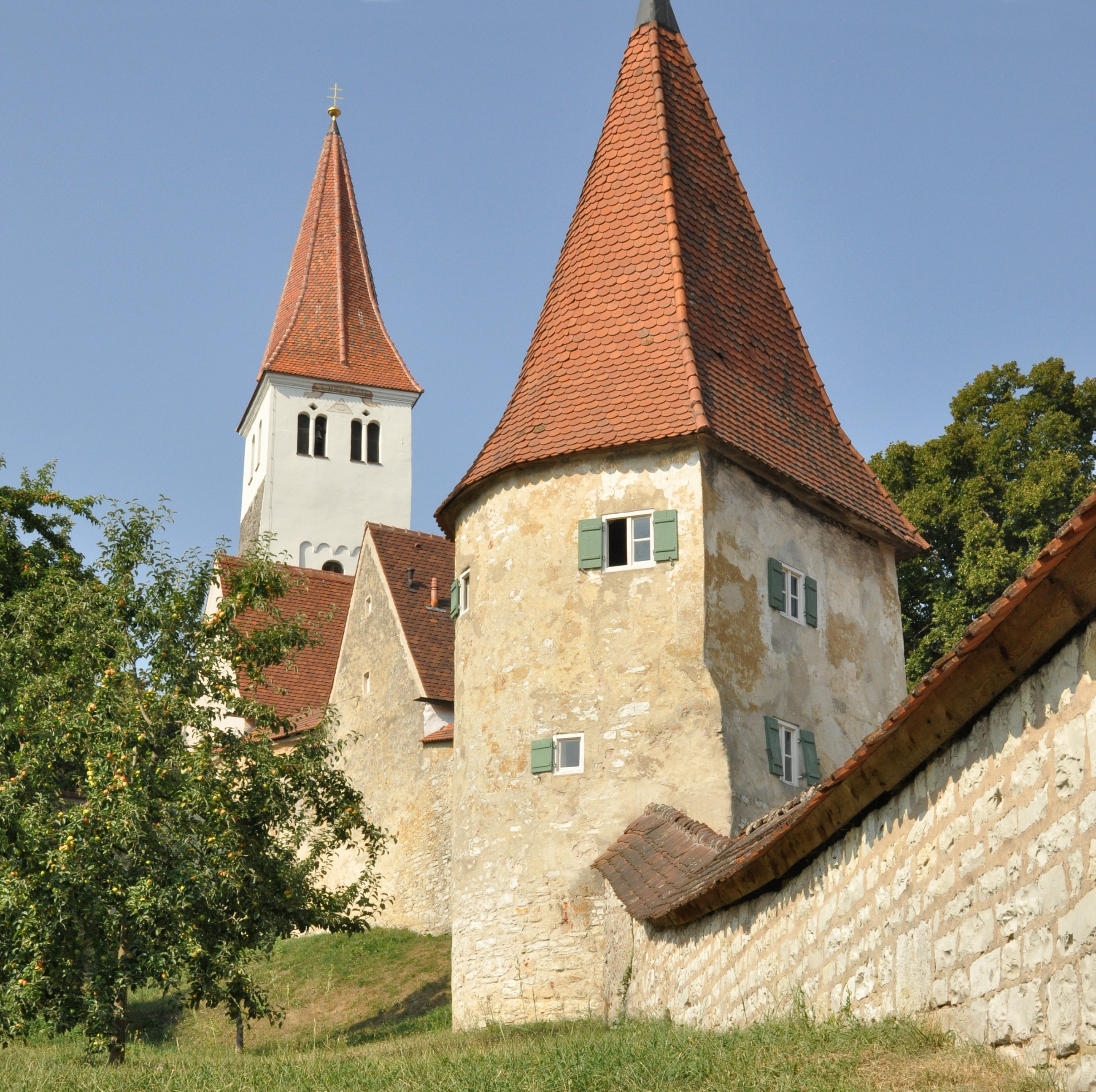
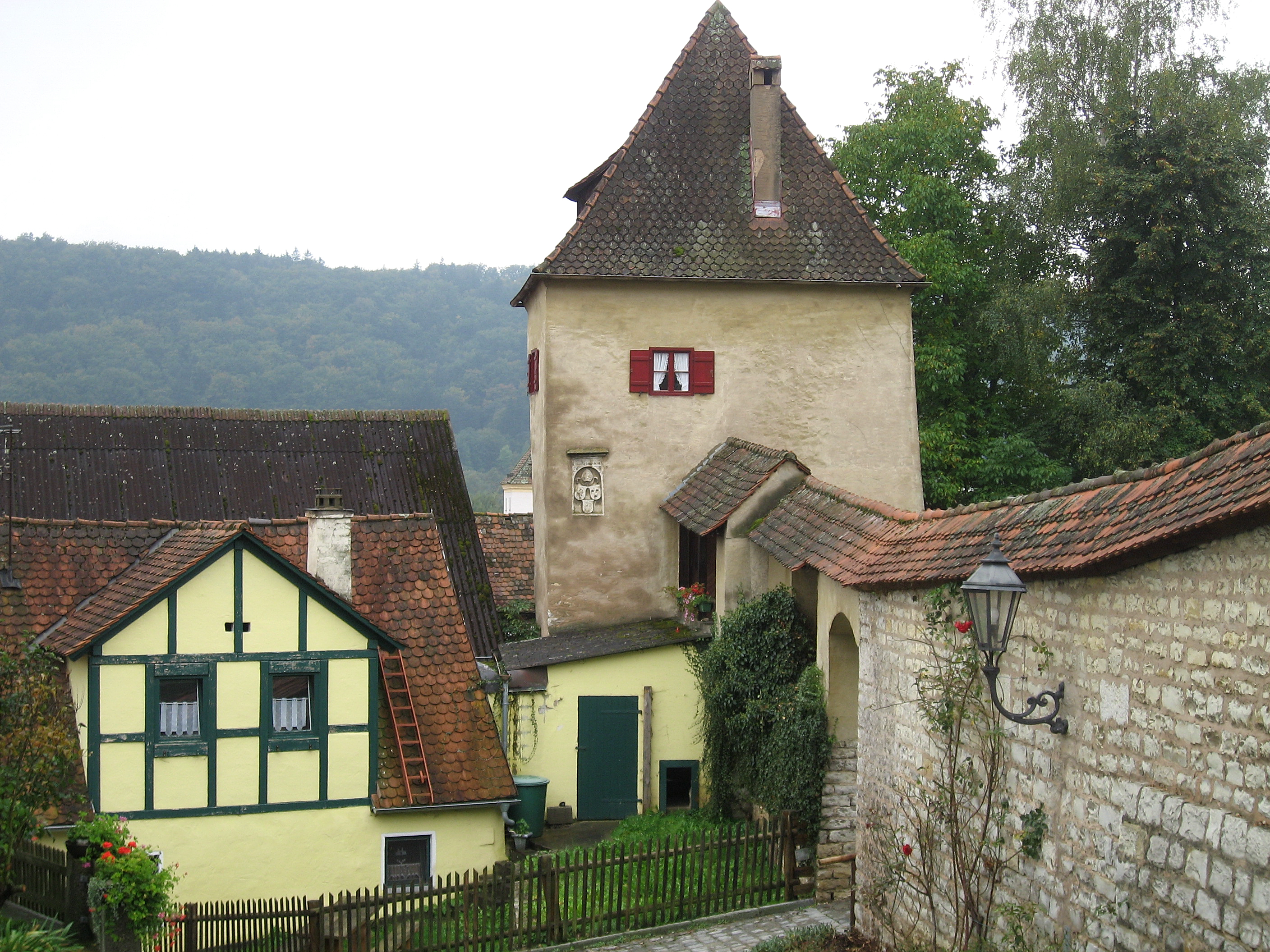
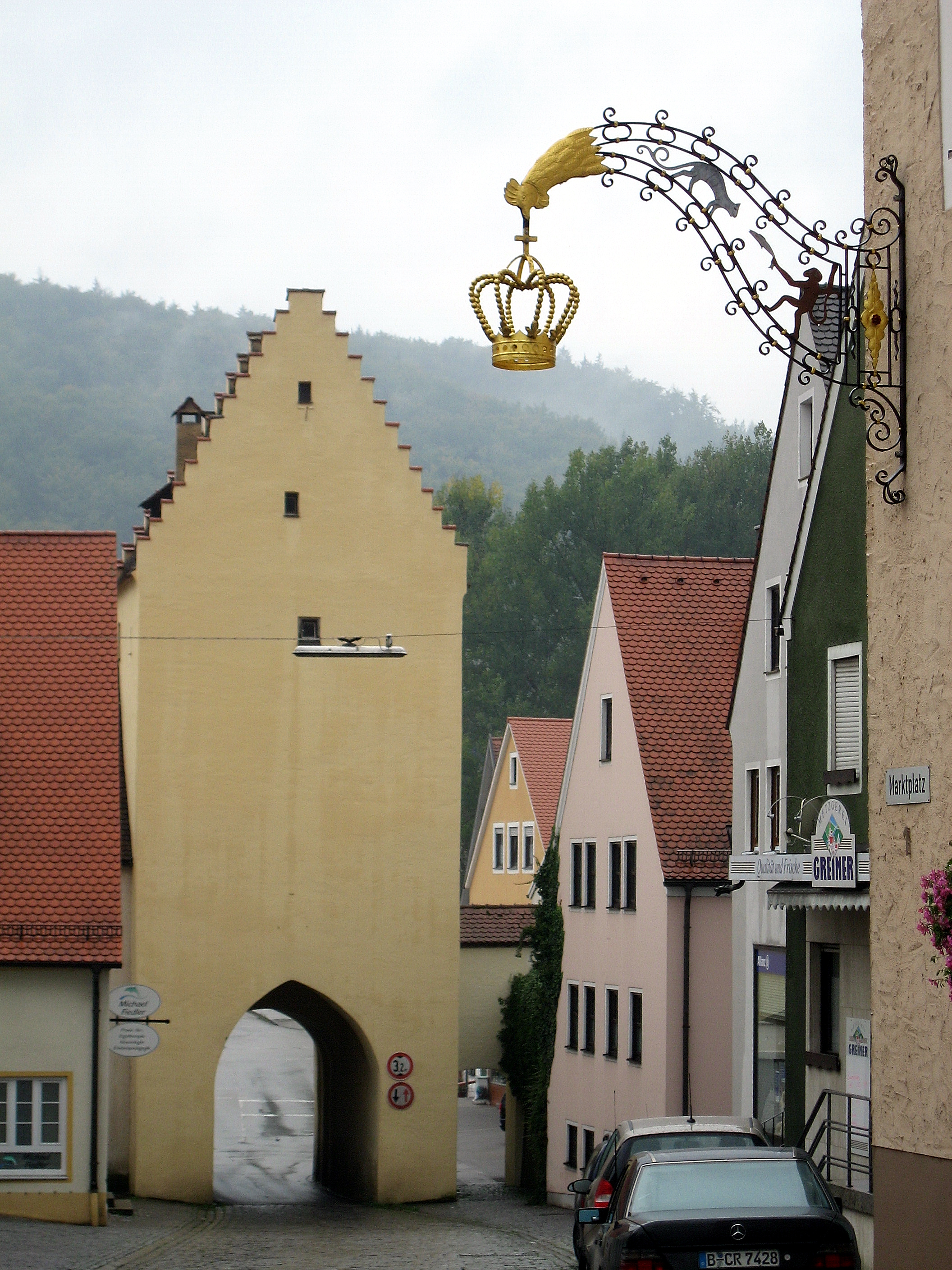

## Nevezetességek
- St. Márton templom
- Temetőkápolna